# 新谷聖司
新谷 聖司（しんや せいじ、2000年3月9日 - ）は、日本の俳優。北海道出身。所属事務所は株式会社オウサム（Awesome Inc.）。

## 略歴
- 2021年、舞台『魔法使いの約束』第2章にて初舞台。
- 2023年10月14日、新谷聖司 オフィシャルファンクラブ[1] を開設[2]。

## 人物
- 身長166.5cm、靴のサイズは26cm。
- 血液型はAB型
- 特技はラグビー・水泳・エレクトーン・テナーサックス。
- 好きな動物はミーアキャット、キツネ。

## 出演

### 舞台
< 2021年 >
- 舞台『魔法使いの約束』第2章[3]（11月5日 - 21日、天王洲 銀河劇場） -  リケ 役
- Soft Boiled Theater-5『和道ノ阿修羅』[4]（12月10日 - 12日、京都劇場） - 侘助 役

< 2022年 >
- Uzume第6回公演「ボーダレス」[5]（1月26日 - 30日、高島平バルスタジオ） - 山田 役
- 舞台『魔法使いの約束』 第3章[6][注 1]（4月29日 - 5月8日、天王洲 銀河劇場 / 5月13日 - 15日、アイプラザ豊橋 / 5月20日 - 22日、京都劇場） -  リケ 役
- 朗読劇「Deep Dance Dollys！」[8][注 2]（7月22日 - 24日、新宿シアター・ミラクル） - 木村くん 役
- 舞台『苦闘のラブリーロバー』[10][注 3]（11月22日 - 27日、テアトルBONBON） -  シンタ 役

< 2023年 >
- MANKAI STAGE『A3!』ACT2! 〜WINTER 2023〜 [12]（1月21日 - 29日、TACHIKAWA STAGE GARDEN / 2月3日 - 12日、AiiA 2.5 Theater Kobe / 2月17日 - 26日、TACHIKAWA STAGE GARDEN） -  タンジェリン 役
- 『カストルとポルックス』[13]（3月24日 - 4月2日、品川プリンスホテル ステラボール） - 五十嵐翔 役
- MANKAI STAGE『A3!』ACT! 〜SPRING 2023〜[14][注 4]（5月13日 - 21日、TACHIKAWA STAGE GARDEN / 5月27日 - 28日、AiiA 2.5 Theater Kobe / 6月2日 - 11日、TOKYO DOME CITY HALL） -  タンジェリン 役
- 舞台『魔法使いの約束』 祝祭シリーズ Part2[16]（7月8日 - 23日 天王洲 銀河劇場） -  リケ 役
- 4S企画vol.1 ミュージカル「人間ライブラリ」[17]（8月9日 - 13日、上野ストアハウス） - シン 役（Wキャスト）
- 舞台「新宿羅生門」[18]（9月22日 - 10月1日、こくみん共済coopホール） - 沖田蒼空 役
- 「Grave Keepers」[19]（11月9日 - 19日、Theater Mixa） -  トミー・グレイブ 役

< 2024年 >
- 新ミュージカル「スタミュ」[20]（1月19日 - 28日、品川プリンスホテル ステラボール / 2月3日 - 4日、京都劇場） -  卯川晶 役
- 舞台『魔法使いの約束』エチュードシリーズ Part1 [21]（6月1日 - 9日、天王洲 銀河劇場 / 6月15日 - 27日、SkyシアターMBS） -  リケ 役
- 舞台『魔法使いの約束』オーケストラ音楽祭〜main story〜 [22]（6月28日 - 30日、TACHIKAWA STAGE GARDEN） -  リケ 役
- 舞台『夢職人と忘れじの黒い妖精』 [23][24]（8月2日 - 12日、シアターH） - ノア / ナヴィ 役
- 新ミュージカル「スタミュ」スピンオフ team 柊 単独公演「Caribbean Groove」[25]（10月4日 - 14日、IMM THEATER） -  卯川晶 / アンリ 役
- 朗読劇「文豪Letters」[26]（10月24日、ドームホール 北とぴあ6F）
- 舞台『魔法使いの約束』エチュードシリーズ Part2[27]（11月30日 - 12月8日、天王洲 銀河劇場 / 12月14日 - 22日、SkyシアターMBS） -  リケ 役
- 舞台『魔法使いの約束』オーケストラ音楽祭〜series collection〜[28]（12月27日 - 29日、TACHIKAWA STAGE GARDEN） -  リケ 役

< 2025年 >
- 舞台「新宿羅生門」薩長エージェンシー編[29]（1月18日 - 1月26日、こくみん共済coopホール） - 沖田蒼空 役
- 新ミュージカル「スタミュ」-2ndシーズン-[30][31]（3月1日 - 9日、シアターH / 3月15日 - 16日、COOL JAPAN PARK OSAKA WWホール） - 卯川晶 役
- 舞台「青のミブロ」[32]（4月11日 - 4月20日、EX THEATER ROPPONGI / 4月25日 - 27日、京都劇場） - 世都 役
- ミュージカル『フラガリアメモリーズ』〜純真の結い目〜 [33]（5月23日 - 6月1日、シアターH / 6月6日 - 8日、AiiA 2.5 Theater Kobe） - ミュンナ 役
- 舞台『魔法使いの約束』きみに花を、空に魔法を 前編（9月6日 ｰ 23日、天王洲 銀河劇場 / 9月28日 ｰ 10月5日、箕面市立文化芸能劇場 大ホール） -  リケ 役
- ミュージカル『フラガリアメモリーズ』〜Promise of Love〜 [34]（11月21日 - 30日、シアターH / 12月5日 - 7日、AiiA 2.5 Theater Kobe） - ミュンナ 役

< 2026年 >
- 舞台『魔法使いの約束』きみに花を、空に魔法を 後編 - リケ 役

### イベント
- 舞台『魔法使いの約束』メモリアルイベント[35]（2022年10月15日 - 16日、AiiA 2.5 Theater Kobe）
- あくたーず☆りーぐ あーとふぇすた in よみうりランド[36]（2023年11月18日 - 19日、よみうりランド / HANA・BIYORI）
- STAGE FES 2023-2024[37]（2023年12月31日、TACHIKAWA STAGE GARDEN） -  卯川晶 役
- OTOKOMAE フェス[38]（2024年1月16日、国立代々木競技場 第一体育館） -  トミー・グレイブ 役
- HADO ACTORS CUP Vol.9 Valentine's Day Special[39]（2024年2月15日、HODO ARENA お台場店）
- Uzume「俺が初めてスパイだと疑われた日 Ep.04」[40]（2024年3月2日、日本橋PACMAN）
- 新谷聖司『新谷聖司1stイベント』[41]（2024年8月25日、ブルースクエア四谷）
- 新谷聖司「せいんちゅミーティング vol.2」（2025年10月11日、ブルースクエア四谷）

< ゲスト出演 >
- 今牧輝琉『First Birthday Event』[42]1部（2022年11月19日、読売情報開発 本社ビル8F 特設会場）
- 鈴木拡樹「いんぷろ by拡樹Ⅹ」[43]（2022年12月10日、幕張国際研修センター シンポジウムホール）
- 坪倉康晴『Kosei Tsubokura 26th Birthday Event〜26歳の坪倉、開店記念日〜』[44]1部（2023年1月7日、シダックスカルチャーホール）
- 古谷大和 早くてごめんね「ふるややまとのたんじょうび」[45]2部（2023年4月23日、東京証券会館）
- 北川尚弥「北川尚弥の旅飯・3周年記念イベント」[46]（2023年2月17日、シアターマーキュリー新宿）
- 藤岡勇成『藤岡勇成 23th Birthdayイベント』1部（2024年4月27日、新宿STARCREAN）
- 中本大賀 〜TAIGA’s Spring Event〜 第3部（2025年3月29日、Cafe&Dinner offza）

### ラジオ
- AuDee CONNECT、 舞台『#魔法使いの約束』ラジオ広報室（TOKYO FM）
  - #27 [47]（2024年10月31日）
  - #58 [48]（2025年6月5日）

### Web
< 掲載 >
- シアターウェブマガジン「カンフェティ」 2023年8月号、小劇場を少人数で贅沢に使う2.5次元舞台チームの新企画　Protopiaのオリジナルミュージカル『人間ライブラリ』を“兄弟愛”の物語として上演[49]（2023年7月4日、シアター情報誌「カンフェティ」、穂高和佳奈）
- ぴあ、新谷聖司、白柏寿大が語る“まほステ”への想い[50]（2024年11月19日、ぴあ、榎本麻紀恵）

< 配信 >
- ニコニコ生放送
  - 2.5次元 やっぱニコメンチャンネル
    - 【まほステ × ニコメン】舞台『魔法使いの約束』第2章 生コメンタリー 1部（2022年8月15日）
    - 【まほステ × ニコメン】舞台『魔法使いの約束』メモリアルイベント〜トークショーダイジェスト〜（2022年10月29日）
    - 【まほステ × ニコメン】舞台『魔法使いの約束』生放送 第6回「まほステ放送局」（2024年1月31日）
    - 【まほステ × ニコメン】舞台『魔法使いの約束』エチュードシリーズ Part1 公演直前生放送（2024年5月26日）
    - 【キャスト生出演】新ミュージカル「スタミュ」スピンオフ team柊 単独公演「Caribbean Groove」開幕直前特番（2024年9月29日）
    - 【まほステ × ニコメン】舞台『魔法使いの約束』生放送 第7回「まほステ放送局」（2024年9月30日）
    - 【まほステ × ニコメン】舞台『魔法使いの約束』 エチュードシリーズPart2・オーケストラ音楽祭〜series collection〜 振り返り生放送（2025年1月31日）
    - 【まほステ × ニコメン】舞台『魔法使いの約束』エチュードシリーズPart2 生コメンタリー（2025年6月24日）

  - キャストサイズチャンネル
    - 『北川尚弥の旅飯』第十一回[51]（2023年1月31日）
    - 『キャストサイズニュース』第155回[52]（2023年4月26日）
    - 『キャストサイズニュース』第163回[53]（2023年12月20日）
    - 『まぴ先生といっしょ！！』16時間目[54]（2024年3月18日）
    - 『プロゲストWAGO』＃29[55]（2024年5月18日）
    - 『キャストサイズニュース』第177回[56]（2025年3月19日）
- ニコニコチャンネル+
  - 新魅力発掘バラエティー！ 『ダレシラ！』第3回放送[57][注 5]（2025年3月30日）
- YouTube
  - ミュージカル「スタミュ」ー綾薙学園入学説明会ー（2023年10月16日）
  - 新ミュージカル「スタミュ」スピンオフteam柊 単独公演「Caribbean Groove」公演記念特番[59]（2024年7月22日）
  - 舞台『青のミブロ』開幕直前生配信（2025年4月3日）
- LINE LIVE
  - 「Mission IN B.A.C」（2021年11月9日、2021年11月25日、2022年6月14日、2022年12月13日）
- Instagram Live
  - 舞台『夢職人と忘れじの黒い妖精』稽古場通信スペシャル インスタライブ#4[60]（2024年7月27日）
  - 【稽古場インスタライブ②】舞台「新宿羅生門」薩長エージェンシー編[61]（2025年1月9日）
- DMM TV（旧：DMM 動画）
  - 舞台『魔法使いの約束』第2章 ライブ配信3公演FULLパック 特典映像
  - 舞台『魔法使いの約束』祝祭シリーズPart2 DMM配信 3公演FULLパック キャスト座談会映像

< ゲスト出演 >
- 【2.5次元】舞台『魔法使いの約束』第2章 雑談配信【山田ジェームス武】[62]
- 加藤大悟公式チャンネル「A-ways Studio」第22回[63]（2024年2月14日）
- 「橋本真一のひだまりカフェ」第2回[64]（2024年8月15日）

## 書籍

### 掲載
- アニメディア 2021年12月号、ようこそ、魔法が織りなす魅惑のステージへ 舞台『魔法使いの約束』第2章［新谷聖司×和合真一×今牧輝琉］（2021年11月10日、株式会社Gakken、JAN 4910015791212）
- オトメディアSUMMER2023 2023年7月号、舞台『魔法使いの約束』祝祭シリーズPart2（2023年5月31日、株式会社Gakken、JAN 4910015800730）
- アニメディア 2024年12月号、夢の呪文を、魔法の旋律にのせて 舞台『魔法使いの約束』エチュードシリーズPart2 舞台『魔法使いの約束』オーケストラ音楽祭〜series collection〜[新谷聖司×白柏寿大]（2024年12月10日、株式会社Gakken、JAN 4910015790154）